# 厄尔布尔士省
厄尔布尔士省（波斯語：‎，Ostan-e Alborz），伊朗北部省份，省会卡拉季。2010年，该省析置自德黑兰省。省名源自艾布士山脈。根据2011年人口普查数据，该省人口为2,412,513，其中90.5%居住在城区。